# Karl Gustav Malmfors
Karl Gustav Malmfors, född 11 oktober 1919 i Uppsala, död 15 maj 1970 i Vallentuna, var en svensk fysiker.
Malmfors, som var son till bankkamrer Einar Malmfors och Matilda Gustafsson, blev filosofie kandidat 1940, filosofie licentiat 1944 och filosofie doktor 1945 vid Stockholms högskola på avhandlingen Determination of Orbits in the Field of a Magnetic Dipole with Applications to the Theory of the Diurnal Variation of Cosmic Radiation. Han blev docent i elektronik vid Kungliga Tekniska högskolan 1945, laborator vid Nobelinstitutet för fysik 1950, vid Forskningsinstitutet för atomfysik 1966, biträdande professor från 1969. Malmfors är begraven på Sigtuna kyrkogård.